# Ardico Magnini
Ardico Magnini  (Pistoia, 21 ottobre 1928 – Firenze, 3 luglio 2020) è stato un calciatore e allenatore di calcio italiano, di ruolo terzino.

## Carriera

### Giocatore

#### Club
Cresce come mezzala nelle giovanili della Pistoiese e trasformato sempre in maglia arancione in difensore dal tecnico Giovanni Vecchina, esordendo in prima squadra nel corso della stagione 1947-1948, in Serie B. Ottiene il posto da titolare per le due stagioni successive, segnando complessivamente 13 reti nel ruolo di centrocampista.
Nell'estate del 1950 viene acquistato dalla Fiorentina, squadra con cui esordisce in Serie A il 21 gennaio 1951 durante una gara interna vinta per 2-0 dai viola contro il Napoli; il 17 giugno di quell'anno firma il suo primo gol in maglia viola, contro l'Udinese. Iniziò da mezzala, ma fu Luigi Ferrero a fare la sua fortune, mettendolo terzino a partire dall'inizio della stagione 1952-1953. Titolare della Fiorentina del primo scudetto (1955-1956), con i viola raggiunge le 225 presenze in Serie A (vincendo anche una Coppa Grasshoppers nel 1957), perse una finale di Coppa dei Campioni 1956-1957 e la Coppa Italia 1958, prima di essere ceduto al Genoa. Chiude la carriera nel 1960-1961 nel Prato.

#### Nazionale
Esordì in nazionale il 26 aprile 1953 a Praga, contro la Cecoslovacchia. Successivamente venne regolarmente convocato, in vista dei Mondiali del 1954 in Svizzera, 20 presenze in azzurro (giocò nella nazionale Italiana dal 1953 al 1957).

### Allenatore
Ha allenato la Pistoiese, dal 1962 al 1965.

### Dopo il ritiro
Terminata la carriera agonistica, dopo una parentesi come allenatore della Pistoiese, ha gestito un ristorante e poi, fino al 2010 un bar nel centro di Firenze con la moglie Anna.

## Statistiche

### Cronologia presenze e reti in nazionale
| Cronologia completa delle presenze e delle reti in nazionale ― Italia | Cronologia completa delle presenze e delle reti in nazionale ― Italia | Cronologia completa delle presenze e delle reti in nazionale ― Italia | Cronologia completa delle presenze e delle reti in nazionale ― Italia | Cronologia completa delle presenze e delle reti in nazionale ― Italia | Cronologia completa delle presenze e delle reti in nazionale ― Italia | Cronologia completa delle presenze e delle reti in nazionale ― Italia | Cronologia completa delle presenze e delle reti in nazionale ― Italia |
| Data                                                                  | Città                                                                 | In casa                                                               | Risultato                                                             | Ospiti                                                                | Competizione                                                          | Reti                                                                  | Note                                                                  |
| --------------------------------------------------------------------- | --------------------------------------------------------------------- | --------------------------------------------------------------------- | --------------------------------------------------------------------- | --------------------------------------------------------------------- | --------------------------------------------------------------------- | --------------------------------------------------------------------- | --------------------------------------------------------------------- |
| 26-4-1953                                                             | Praga                                                                 | Cecoslovacchia                                                        | 2 – 0                                                                 | Italia                                                                | Coppa Internazionale                                                  | -                                                                     |                                                                       |
| 13-11-1953                                                            | Il Cairo                                                              | Egitto                                                                | 1 – 2                                                                 | Italia                                                                | Qual. Mondiali 1954                                                   | -                                                                     |                                                                       |
| 13-12-1953                                                            | Genova                                                                | Italia                                                                | 3 – 0                                                                 | Cecoslovacchia                                                        | Coppa Internazionale                                                  | -                                                                     |                                                                       |
| 24-1-1954                                                             | Milano                                                                | Italia                                                                | 5 – 1                                                                 | Egitto                                                                | Qual. Mondiali 1954                                                   | -                                                                     |                                                                       |
| 20-6-1954                                                             | Lugano                                                                | Belgio                                                                | 1 – 4                                                                 | Italia                                                                | Mondiali 1954 - 1º Turno                                              | -                                                                     |                                                                       |
| 23-6-1954                                                             | Basilea                                                               | Svizzera                                                              | 4 – 1                                                                 | Italia                                                                | Mondiali 1954 - 1º Turno                                              | -                                                                     |                                                                       |
| 5-12-1954                                                             | Roma                                                                  | Italia                                                                | 2 – 0                                                                 | Argentina                                                             | Amichevole                                                            | -                                                                     |                                                                       |
| 16-1-1955                                                             | Bari                                                                  | Italia                                                                | 1 – 0                                                                 | Belgio                                                                | Amichevole                                                            | -                                                                     |                                                                       |
| 30-3-1955                                                             | Stoccarda                                                             | Germania Ovest                                                        | 1 – 2                                                                 | Italia                                                                | Amichevole                                                            | -                                                                     |                                                                       |
| 29-5-1955                                                             | Torino                                                                | Italia                                                                | 0 – 4                                                                 | Jugoslavia                                                            | Coppa Internazionale                                                  | -                                                                     |                                                                       |
| 27-11-1955                                                            | Budapest                                                              | Ungheria                                                              | 2 – 0                                                                 | Italia                                                                | Coppa Internazionale                                                  | -                                                                     |                                                                       |
| 18-12-1955                                                            | Roma                                                                  | Italia                                                                | 2 – 1                                                                 | Germania Ovest                                                        | Amichevole                                                            | -                                                                     |                                                                       |
| 15-2-1956                                                             | Bologna                                                               | Italia                                                                | 2 – 0                                                                 | Francia                                                               | Amichevole                                                            | -                                                                     |                                                                       |
| 25-4-1956                                                             | Milano                                                                | Italia                                                                | 3 – 0                                                                 | Brasile                                                               | Amichevole                                                            | -                                                                     |                                                                       |
| 24-6-1956                                                             | Buenos Aires                                                          | Argentina                                                             | 1 – 0                                                                 | Italia                                                                | Amichevole                                                            | -                                                                     |                                                                       |
| 1-7-1956                                                              | Rio de Janeiro                                                        | Brasile                                                               | 2 – 0                                                                 | Italia                                                                | Amichevole                                                            | -                                                                     |                                                                       |
| 11-11-1956                                                            | Berna                                                                 | Svizzera                                                              | 1 – 1                                                                 | Italia                                                                | Coppa Internazionale                                                  | -                                                                     | Cap.                                                                  |
| 9-12-1956                                                             | Genova                                                                | Italia                                                                | 2 – 1                                                                 | Austria                                                               | Coppa Internazionale                                                  | -                                                                     |                                                                       |
| 25-4-1957                                                             | Roma                                                                  | Italia                                                                | 1 – 0                                                                 | Irlanda del Nord                                                      | Qual. Mondiali 1958                                                   | -                                                                     | Cap.                                                                  |
| 12-5-1957                                                             | Zagabria                                                              | Jugoslavia                                                            | 6 – 1                                                                 | Italia                                                                | Coppa Internazionale                                                  | -                                                                     |                                                                       |
| Totale                                                                |                                                                       | Presenze                                                              | 20                                                                    |                                                                       | Reti                                                                  | 0                                                                     |                                                                       |

## Palmarès

### Giocatore

#### Competizioni nazionali
- Campionato italiano: 1

Fiorentina:1955-1956

#### Competizioni internazionali
- Coppa Grasshoppers: 1

Fiorentina: 1957

## Riconoscimenti
- 2013 -  Marzocco viola[6]